# 复发性抑郁障碍
复发性抑郁障碍（英語：recurrent depressive disorder）是一种伴有反复抑郁发作而没有任何单独的躁狂发作、轻躁狂发作或混合发作史的精神障碍。同抑郁发作和重性抑郁障碍，复发性抑郁障碍发作时，患者会处于极度抑郁的情绪状态中，失去对过往有兴趣的事情的兴趣，并存在无法正面思考等问题。同时，患者会认为生活是一种痛苦，且自己的存在毫无价值，对未来感到绝望并存在自暴自弃行为。患者还会感到难以集中注意力和记忆力减退、时间感变慢。此外，复发性抑郁障碍多伴有强迫障碍同时出现，有研究指出，强迫症状是复发性抑郁障碍的一个重要的危险因素。但是，必须指出的是，如果患者除抑郁发作外还有躁狂发作等情况，则不应认定为复发性抑郁障碍，而应考虑双相情感障碍的可能性。

## 病因
引起复发性抑郁障碍的原因尚不明确，可能同生理、心理、社会环境等因素有关。
有研究表明，5-羟色胺和去甲肾上腺素等激素与情绪调节和重度抑郁发病机制有关。实验显示，5-羟色胺急性色氨酸耗竭会显著影响有重度抑郁家族史的受试者的情感体验和情绪调节，因而再次引发抑郁障碍，导致复发性抑郁障碍。